# حديقة أسينارا الوطنية
حديقة أسينارا الوطنية هي ثاني أكبر جزيرة في سردينيا بعد سانت أنتيوكو. تضم مجموعة كبيرة ومتنوعة من الموائل. تتمتع الجزيرة بوضع تاريخي وبيئي وقانوني غريب للغاية. تُعرف باسم "جزيرة الشيطان"، حيث تم إستخدامها كموقع للحجر الصحي، ومعسكر سجن خلال الحرب العالمية الأولى، وكواحدة من أهم السجون الإيطالية ذات الحراسة المشددة خلال الفترة الإرهابية في السبعينيات وأثناء مكافحة الجريمة المنظمة، حتى إنشاء الحديقة الوطنية في عام 1998.